# Louis Hémon (homme politique)
Pour les articles homonymes, voir Louis Hémon (homonymie) et Hémon.
Louis Hémon, né le 21 février 1844 à Quimper (Finistère) et mort le 4 mars 1914 à Paris, est un homme politique français.

## Biographie
Fils d'un professeur du collège de Quimper, il devient avocat au barreau de Quimper et fonde un journal républicain, Le Finistère. Battu aux élections de 1871, il est par contre élu député républicain du Finistère, dans l'arrondissement de Quimper, en 1876. Signataire en mai 1877 du manifeste des 363, il est constamment réélu, sauf en 1885, où le scrutin de liste lui est fatal, la liste républicaine n'ayant eu aucun élu dans le Finistère. Il fut aussi de 1892 à 1912 conseiller général du canton de Fouesnant et conseiller municipal de Fouesnant. En 1912, il est élu sénateur et meurt en fonctions en 1914. Anticlérical, Il s'intéresse exclusivement aux intérêts des électeurs de son parti et connaît son heure de gloire en 1897, lors d'un discours sur la validation d'un prêtre catholique, élu à Brest, où il dénonce les ingérences du clergé dans les élections.

## Source
- « Louis Hémon (homme politique) », dans Adolphe Robert et Gaston Cougny, Dictionnaire des parlementaires français, Edgar Bourloton, 1889-1891 [détail de l’édition]
- « Louis Hémon (homme politique) », dans le Dictionnaire des parlementaires français (1889-1940), sous la direction de Jean Jolly, PUF, 1960 [détail de l’édition]